# Hillcrest (comté de Rockland, New York)
Pour les articles homonymes, voir Hillcrest.
Hillcrest est une census-designated place du comté de Rockland, dans l'État de New York, aux États-Unis,. En 2020, elle compte une population de 8 164 habitants.